# Lekkoatletyka na Letnich Igrzyskach Olimpijskich 1896 – pchnięcie kulą
W pchnięciu kulą na igrzyskach olimpijskich w Atenach wystartowało siedmiu zawodników z 4 państw. Konkurencja została rozegrana 7 kwietnia.

## Medaliści
| Medal  | Zawodnik                         |
| ------ | -------------------------------- |
| Złoto  | Robert Garrett Stany Zjednoczone |
| Srebro | Miltiades Gouskos Grecja         |
| Brąz   | Georgios Papasideris Grecja      |

## Wyniki[1]
| lp.   | Zawodnik             | Kraj                 | Wynik    | Uwagi |
| ----- | -------------------- | -------------------- | -------- | ----- |
| 1.    | Robert Garrett       | Stany Zjednoczone    | 11.22 m  |       |
| 2.    | Miltiades Gouskos    | Królestwo Grecji     | 11.03 m  |       |
| 3.    | Georgios Papasideris | Królestwo Grecji     | 10.36 m  |       |
| 4.    | Viggo Jensen         | Dania                | 9.95 m   |       |
| 5.-7. | Carl Schuhmann       | Cesarstwo Niemieckie | nieznany |       |
| 5.-7. | Fritz Hofmann        | Cesarstwo Niemieckie | nieznany |       |
| 5.-7. | Ellery Clark         | Stany Zjednoczone    | nieznany |       |